# Юзвин
Юзвин — село в Україні, у Вінницькому районі Вінницької області. Входить до складу Якушинецької сільської громади.

## Археологічні пам'ятки
У селі виявлено поселення трипільської культури. Пам'ятка розташована поблизу села.

## Герб
У щиті, перетятому зеленим і разуровим, поверх перетину срібна хвилеподібна балка. У першій частині золота дерев'яна церква, що супроводжується з боків золотими співоберненими дубовими листками. У другій частині зверху виходить золоте колесо зі срібною втулкою.

## Історія
Вперше в писемних джерелах село згадується в 1431 році під назвою Саліші. У 1758 році вінницький староста Юзеф Чосновський перейменував його на Юзвин.
З 1864 по 1923 — адміністративний центр Юзвинської волості Вінницького повіту Подільської губернії, з 1923 — Юзвинського району Вінницької округи, після розформування якого в 1925 році перейшло до складу Вінницького району.
У 1946 році Юзвин перейменовано на Некрасове на честь 125-річчя з дня народження російського поета Миколи Некрасова.
19 вересня 2024 року Верховна Рада підтримала перейменування села Некрасове на Юзвин. 26 вересня 2024 року перейменування набуло чинності.

## Населення

### Мова
Розподіл населення за рідною мовою за даними перепису 2001 року:
| Мова            | Кількість | Відсоток |
| --------------- | --------- | -------- |
| українська      | 861       | 96.74%   |
| російська       | 27        | 3.03%    |
| інші/не вказали | 2         | 0.23%    |
| Усього          | 890       | 100%     |

## Пам'ятки природи
У селі розташовані 4 гідрологічні пам'ятки природи: Джерело «Бездонне», Джерело «Вербичка», Джерело «Нове життя» і Джерело «Янтар».

## Відомі люди
- Ліна Біленька — українська поетеса.
- Іван Тихонович Волянський — український мистецтвознавець і педагог.
- Любов Олександрівна Гайжевська — українська поетеса.

На місцевому кладовищі похований стрілець УГА Мартин Шуштакевич (? — 27 листопада 1919).

## Галерея

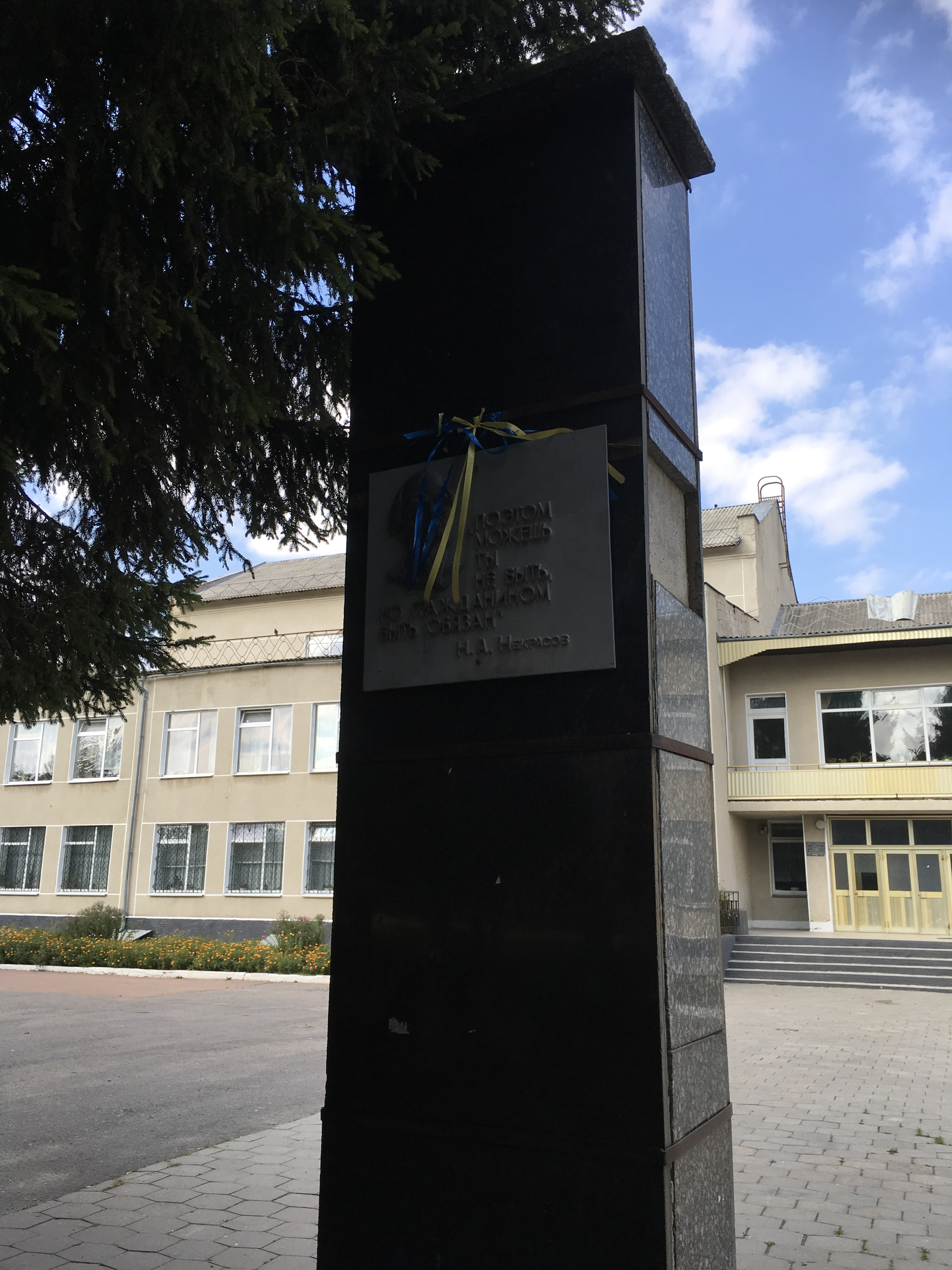
Пам'ятник М. Некрасову
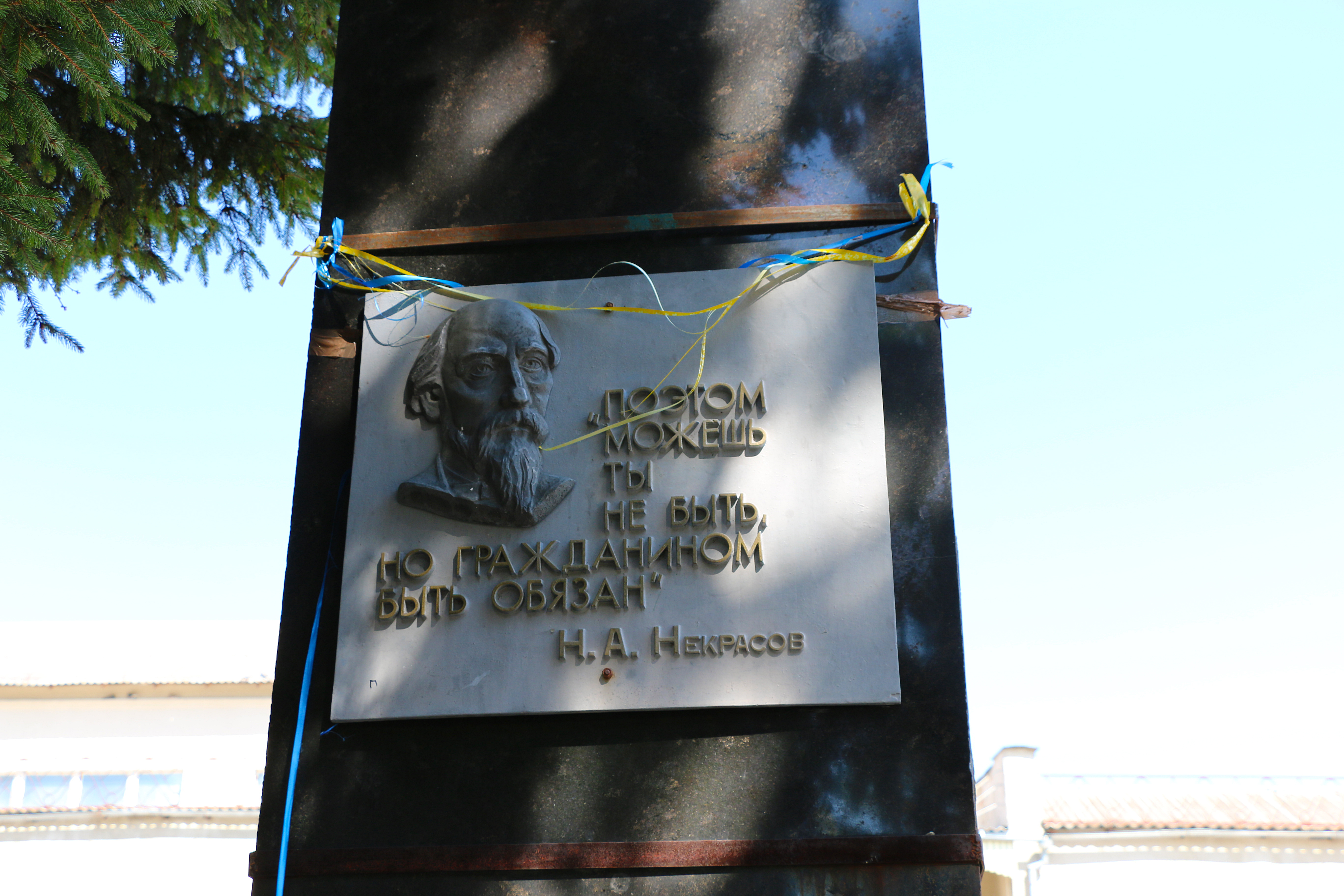
Пам'ятник М. Некрасову
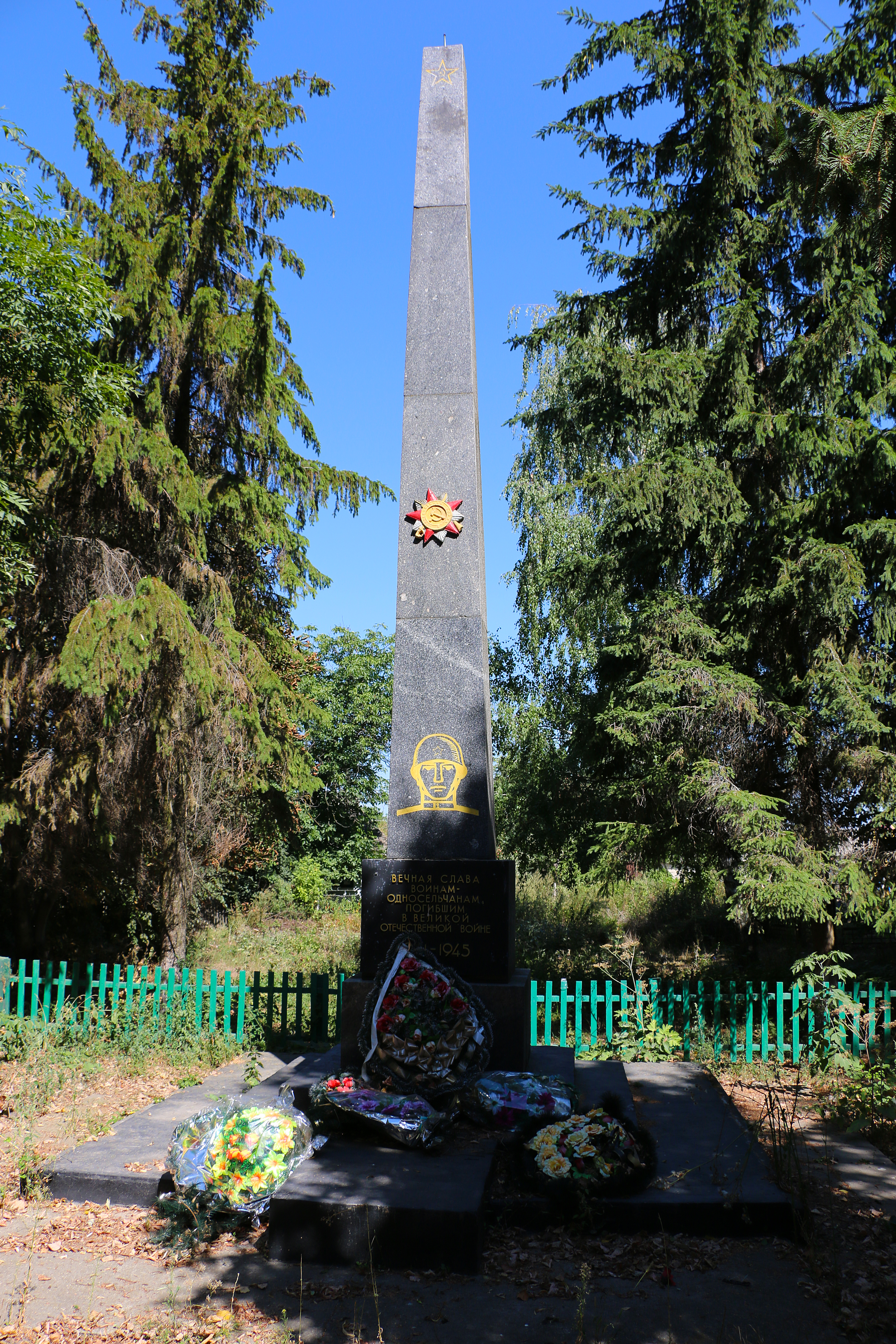
Пам'ятник 183 воїнам-односельчанам
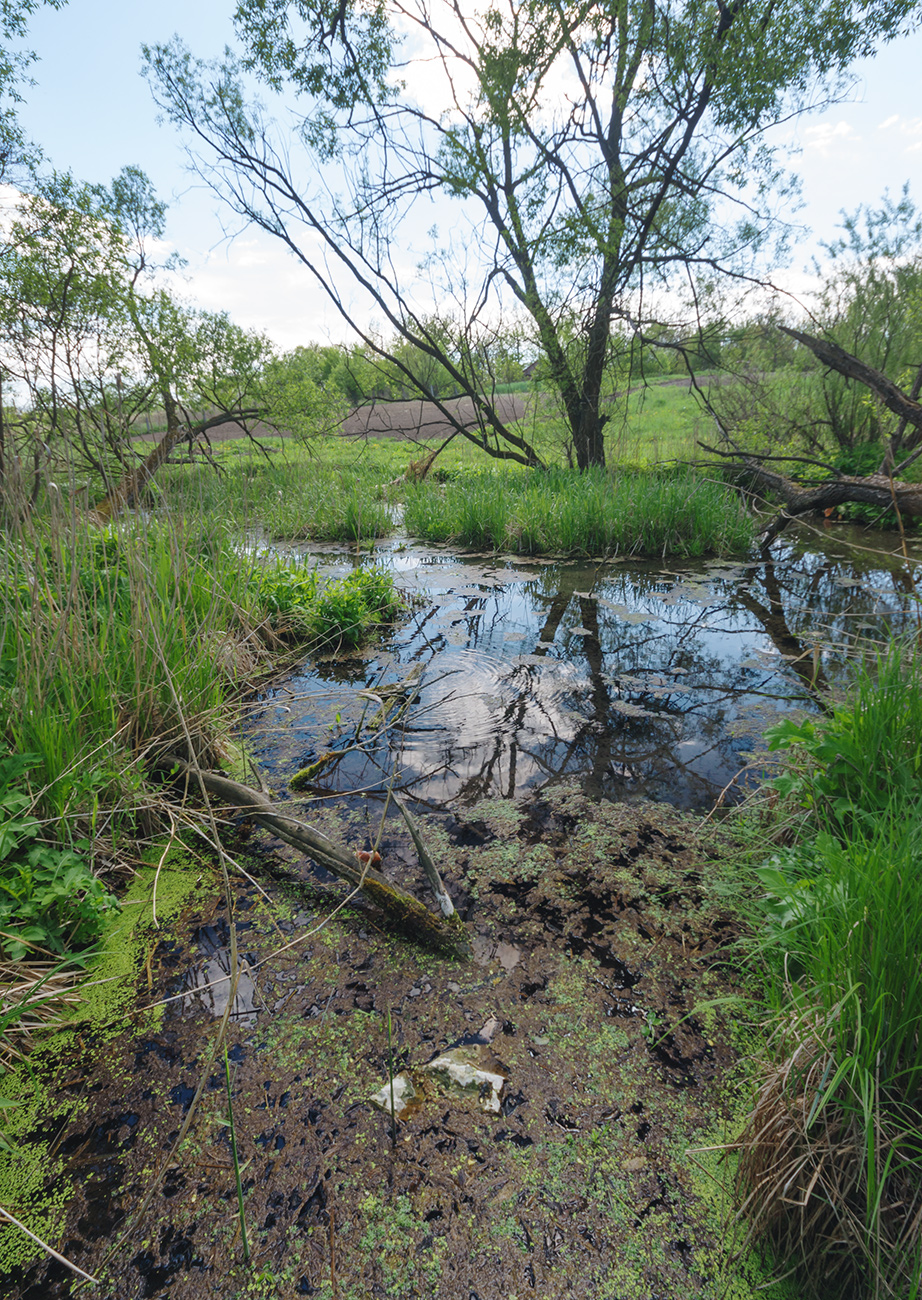
Джерело «Бездонне»
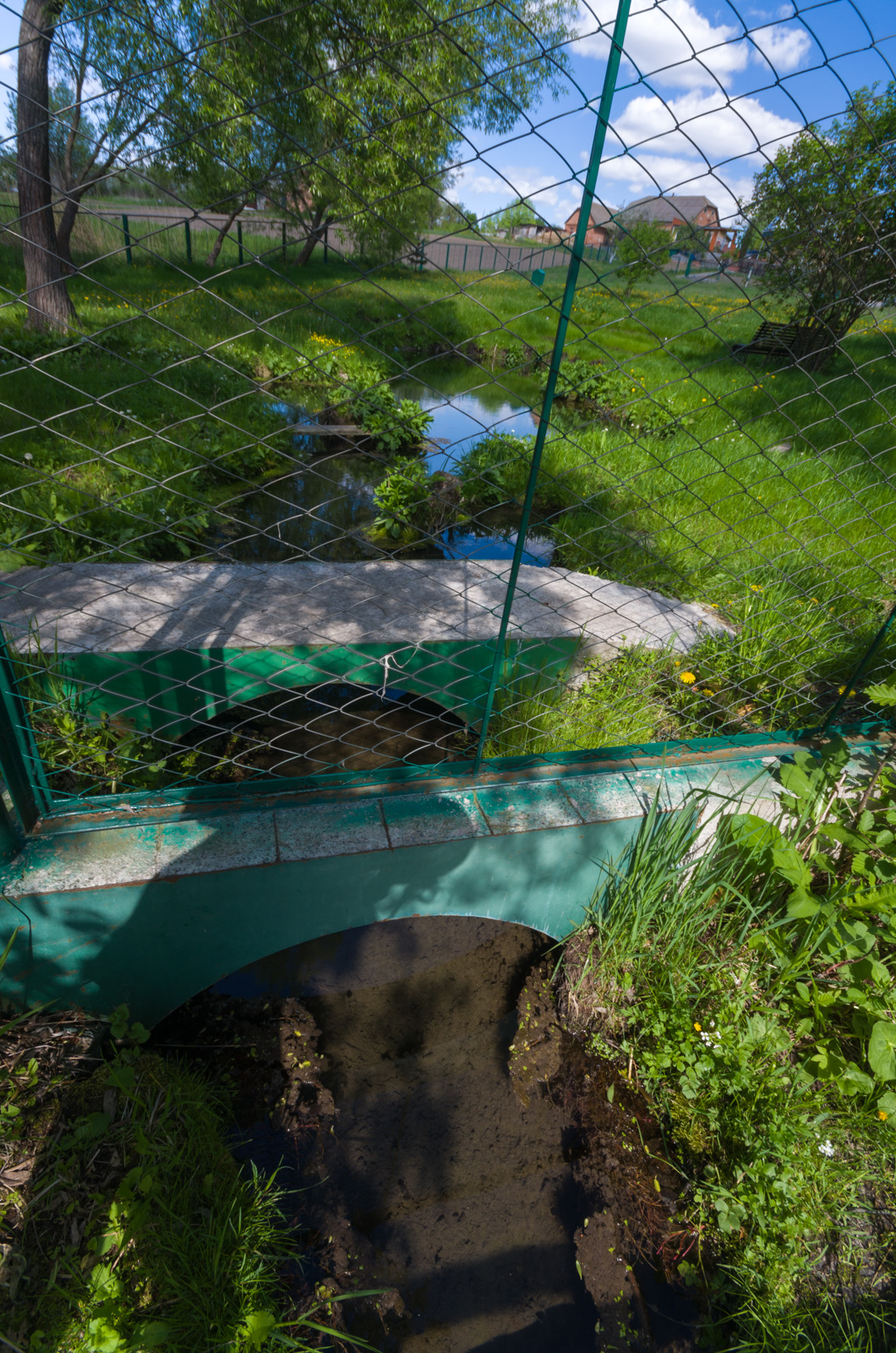
Джерело «Нове життя»
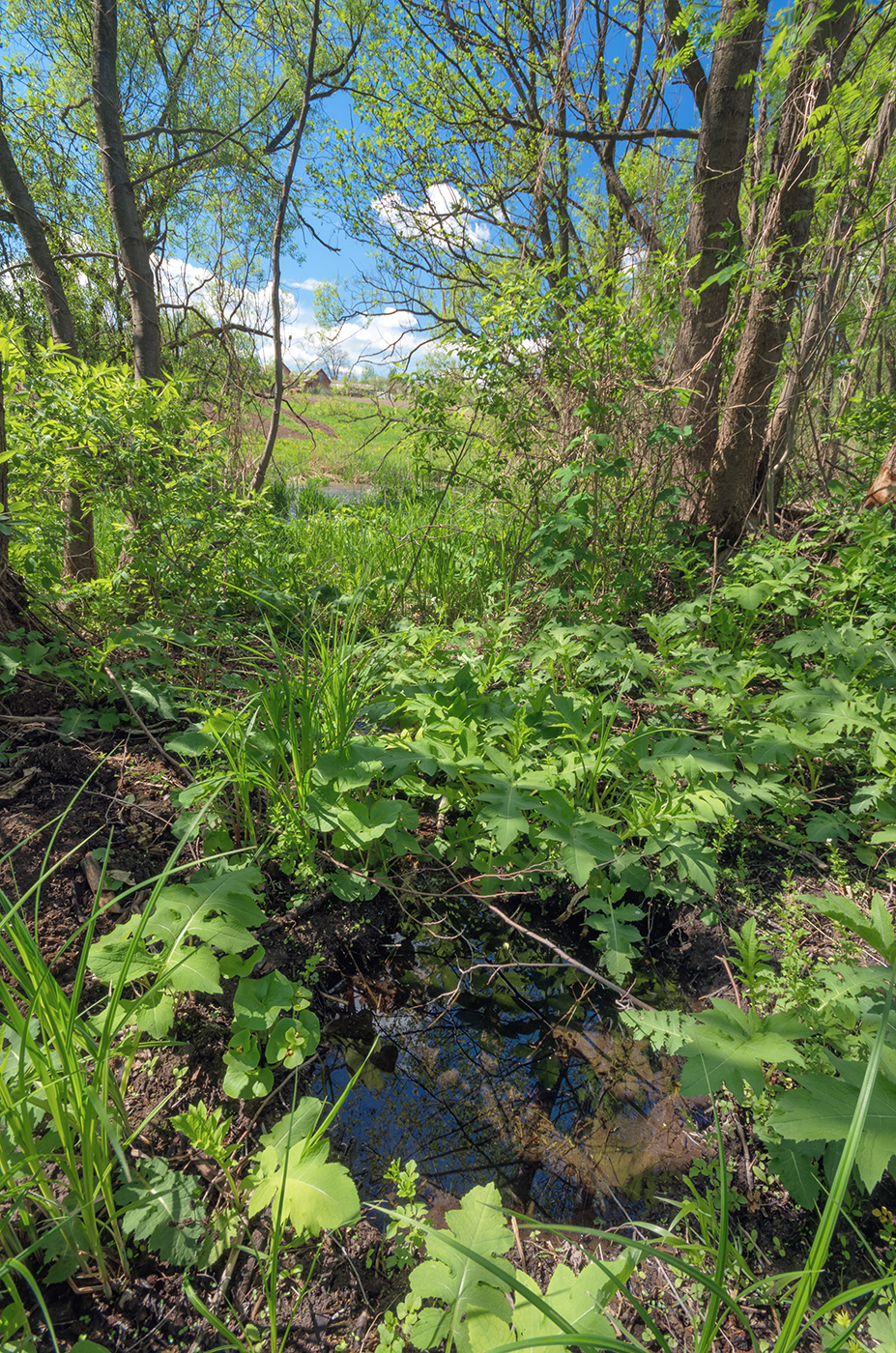
Джерело «Янтар»